# Pirueta
Una pirueta (en francès pirouette) és un moviment practicat pels ballarins i esportistes en diferents esports. Es tracta d'un moviment d'una o més rotacions que una persona fa sobre si mateixa amb la finalitat d'augmentar la dificultat de la seva actuació. La pirueta es pot realitzar en punta (utilitzant tots els dits dels peus com a eina de suport) o en mitja punta (utilitzant només els metatarsos).

## Pirueta en la dansa
La pirueta en la dansa és un element molt utilitzat, especialment en la dansa clàssica com ara el ballet. En aquest esport s'hi destaquen tres tipus de piruetes; les primeres dues es caracteritzen per realitzar-se amb un (o els dos) peus a terra constantment al contrari que l'altra.
Dins de les voltes realitzades amb els dos peus a terra constantment, trobem:
- Les "voltes" que són aquells girs que es realitzen amb dos peus.

- Els "girs" (també coneguts com pivots) que són aquells realitzats amb un peu.

Al ballet les piruetes s'acostumen a anomenar tours. Dins del ballet també trobem un tipus de pirueta molt concreta anomenada fouette (en francès). En aquesta, al contrari que les anteriors, es gira gràcies a la força realitzada per la cama contrària a la que es troba a terra, estirant-se i recollint-se (simulant un fuet). Gràcies a la força de la cama, aquesta pirueta permet fer moltes més voltes que els girs anteriors.
Una pirueta requereix una bona tècnica artística així com d'una bona execució i alhora una bona estructura corporal. Ara bé, altres aspectes que poden influir a l'hora de realitzar una bona o mala pirueta són: la força del peu sobre el terra, la posició en què aquesta es realitza...

## Pirueta a la gimnàstica rítmica
La pirueta de la gimnàstica rítimica és bastant similar a la dansa, no obstant això, també difereixen en algunes coses. La principal diferència és l'estètica amb què aquesta es presenta: mentre que a la dansa la posició del gir ha de ser rígida i recta, a la rítmica es permet una tècnica més lliure i menys formal (mantenint sempre aquest aspecte elegant).
Ara bé, tot i tenir una tècnica menys estricta i més informal, la rítmica té certes penalitzacions que la dansa no té a l'hora de realitzar un gir si no es compleixen els mínims demanats.
Algunes de les penalitzacions que es poden trobar són:
- No elevar prou l'empenya a l'hora de realitzar un gir. (-0,10)
- Recolzar el taló a terra mentre es fa la seqüència de girs. (-0,20)
- Gir incomplet. (-0,10)
- Pèrdua de l'equil·libri al final del moviment. (-0,20)

Els girs de la gimnàstica es realitzen de mitja punta i les posicions dels braços, la cama o fins i tot el tronc poden variar.

## Pirueta al patinatge artísitc sobre rodes
Les piruetes al patinatge artístic sobre rodes difereixen molt de les de la gimnàstica o la dansa ja estan realitzades sobre rodes en lloc de només els peus. Al patinatge, perquè una pirueta sigui considerada com a vàlida s'ha de dur a terme un mínim de tres voltes.
Menys la pirueta de dos peus, totes elles es realitzen amb entrada. L'entrada és aquell moviment previ a la pirueta que es fa per agafar força i impuls per realitzar posteriorment la pirueta.
Les piruetes es poden dividir en diferents maneres i cadascuna d'elles té un nom específic.
- Pirueta de dos peus: és l'única que es realitza amb dos peus i sense "entrada". Per agafar impuls, l'esportista ha d'arronsar els genolls i girar-se lleugerament cap a l'esquerra.
- Pirueta interior endarrere: es du a terme amb una entrada prèvia d'esquenes i després s'acaba girant cap endavant sempre prement la fulla interior.
- Pirueta exterior endarrere: es fa amb el peu esquerre, es comença amb una entrada cap endavant i posteriorment es canvia el peu per girar cap endarrere.
- Pirueta exterior endavant: es fa amb el peu esquerre i té com a particularitat que la manera de girar es fa només amb la roda del darrere exterior.
- Pirueta baixa: l'entrada es fa amb una sèrie de tresos (formant un travelling) i es realitza en una posició de canyó tant amb el peu dret com amb l'esquerra.
- Pirueta d'àngel: l'entrada es fa amb travelling i es realitza amb una posició d'àngel (peu i tronc paral·lel al terra).
- Pirueta revessada: es parteix d'una pirueta d'àngel on després s'ha de girar el cos per acabar amb la mirada i la cama cap amunt.